# Balagtas (cráter)
Balagtas es un cráter de impacto de 104 km de diámetro del planeta Mercurio. Debe su nombre al poeta filipino  Francisco Balatgas (1788-1862), y su nombre fue aprobado por la  Unión Astronómica Internacional en 1976.